# Districtul Fier

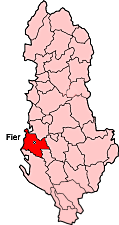
Districtul Fier în Albania

Fier este un district în Albania.
1. 1 2 3  GeoNames